# 최석구
최석구 (崔奭具)(1963년 4월 15일 ~ )는 대한민국의 배우이다.
1983년 연극배우 첫 데뷔에 이어 같은 해 1983년 KBS 10기 공채 탤런트로 정식 데뷔하였다.

## 학력
- 부산경상대학교 방송연예학과 졸업

## 출연작

### 드라마
- 1983년 KBS2 주간연속극 《갈매기 처녀》
- 1983년 KBS2 수사드라마 《형사》
- 1984년 KBS1 특집드라마 《겨울에 심은 나무》
- 1986년 KBS1 특집드라마 《님의 침묵》
- 1986년 KBS1 특집드라마 《초혼가》
- 1986년 KBS2 수사드라마 《형사 25시》
- 1987년 KBS2 주간드라마 《큰형수》 ... 장진구 역
- 1987년 KBS2 청춘드라마 《사랑이 꽃피는 나무》
- 1988년 KBS2 단막극 《드라마게임》 - 또 다른 봄 ... 명수 역
- 1989년 KBS1 특집드라마 《조명하》
- 1989년 KBS2 월화드라마 《바람과 구름과 비》 ... 구연수 역
- 1989년 KBS1 일일연속극 《울밑에 선 봉선화》
- 1990년 KBS1 특집드라마 《기다리는 사람들》
- 1990년 ~ 2007년 KBS2 농촌드라마 《대추나무 사랑걸렸네》 ... 편석구 역
- 1990년 KBS1 특집드라마 《몽기미 풍경》
- 1990년 KBS2 어린이드라마 《우리 아빠 홈런》
- 1991년 KBS2 수목드라마 《저린 손 끝》 ... 윤창규 역
- 1991년 KBS1 대하드라마 《바람꽃은 시들지 않는다》
- 1991년 KBS2 주말연속극 《여자의 시간》
- 1992년 KBS1 대하드라마 《삼국기》 ... 김인문 역
- 1994년 KBS2 단막극 《드라마게임》 - 두 남자 이야기 ... 찬규 역
- 1994년 KBS2 주말연속극 《딸부잣집》 ... 오인태의 학교 후배 역
- 1994년 SBS 주간드라마 《박봉숙 변호사》
- 1995년 KBS1 대하드라마 《찬란한 여명》 ... 강창균 역
- 1995년 KBS2 주말드라마 《목욕탕집 남자들》 ... 박재두 역
- 1996년 KBS2 아침드라마 《파리공원의 아침》 ... 장석근 역
- 1996년 KBS2 월화드라마 《슈팅》 ... 한강대 축구부원 역
- 1996년 ~ 1998년 KBS1 대하드라마 《용의 눈물》 ... 내관 이만 역
- 1996년 KBS2 연말특집극 《겨울의 향기》
- 1997년 KBS2 주말드라마 《파랑새는 있다》 ... 최학길 역
- 1998년 SBS 주말극장 《사랑해 사랑해》
- 1998년 KBS2 미니시리즈 《킬리만자로의 표범》
- 1998년 KBS2TV 주말연속극 《종이학》
- 1999년 KBS2TV 주말연속극 《유정》  ... 손진국 역
- 1999년 ~ 2009년 KBS2 금요드라마 《부부클리닉 사랑과 전쟁》
- 2002년 KBS2 시트콤 《동물원 사람들》 ... 최성필 역
- 2003년 KBS1 일일연속극 《노란 손수건》 ... 나용식 역
- 2005년 KBS1 일일연속극 《어여쁜 당신》
- 2006년 KBS2 주말연속극 《소문난 칠공주》 ... 방송국 역
- 2006년 KBS2 단막극 《드라마시티》 - 소풍 ... 한 원장 역
- 2007년 KBS2 주말연속극 《행복한 여자》 ... 소 차장 역
- 2007년 KBS2 단막극 《드라마시티》 - 늙은 양아치의 노래 ... 고동만 역
- 2008년 KBS2 단막극 《드라마시티》 - 세상끝의 눈물 ... 신동철 역
- 2015년 MBC 일일 특별기획 드라마 《아름다운 당신》 ... 이종한 역
- 2017년 KBS2 일일드라마 《이름 없는 여자》 ... 김콩순 역

## 방송
- 《6시 내고향》 (KBS1)
- 《고향은 지금》 (MBC)
- 《생방송 세상의 아침》 (KBS2)
- 《가족오락관》 (KBS1)
- 《TV쇼 진품명품》 (KBS1)
- 《한국 재발견》 (KBS1)
- 《기분 좋은 날》 (MBC)
- 《인간극장》 (KBS1)